# Eois unilineata
Eois unilineata là một loài bướm đêm trong họ Geometridae.